# Tomáš Hykel
Tomáš Hykel (*23. listopadu 1996, Kopřivnice) je český fotbalový záložník, od roku 2022 hráč FK Frýdek-Místek

## Klubová kariéra
Svoji fotbalovou kariéru začal v FC Kopřivnice. Ve starších žácích hrál za SK Hranice, poté zamířil do MFK Frýdek-Místek. V roce 2016 hostoval v MFK Vítkovice. V létě roku 2017 přestoupil do klubu FC Baník Ostrava,Rok 2020 strávil na hostování v MSFL ve Frýdku-Místku. V zimě 2021 po vypršení smlouvy v FC Baník Ostrava podepsal smlouvu v FC Hlučín se kterým má podepsaný kontrakt do 30. června 2020.  akorát odehrál jen 6 zápasu předtím než přešel na trvalo do FK Frýdek-Místek.

## Prvoligová bilance
| Ročník            | Zápasy | Góly | Minuty | Klub             |
| ----------------- | ------ | ---- | ------ | ---------------- |
| I. liga 2017/2018 | 1      | 0    | 4      | FC Baník Ostrava |
| CELKEM            | 1      | 0    | 4      |                  |